# Dick Murdoch
Hoyt Richard „Dick“ Murdoch (* 16. August 1946 in Waxahachie, Texas; † 15. Juni 1996 in Amarillo) war ein US-amerikanischer Wrestler.

## Leben
Murdoch wurde 1946 als Sohn des Wrestlers Frankie Hill Murdoch auf. Zu seinem Freundeskreis gehörten auch die beiden Brüder Dory Funk, Jr. und Terry Funk, wie er später Wrestler der zweiten Generation, die ihre Väter zu den zahlreichen Wrestlingveranstaltungen in Texas begleiteten und so in das Familiengeschäft hineinwuchsen. Richards Vater Frank Murdoch war in Texas sehr bekannt und erhielt den NWA Southwest Junior Heavyweight Championship insgesamt dreimal. Dick Murdoch besuchte die Caprock High School in Amarillo, wo er das Ringen lernte und an Wettkämpfen teilnahm.
Sein Debüt als Wrestler hatte er 1965 als „Ron Carson“. Er spielte den Bruder seines Tag-Team-Partners Don Carson, begann jedoch schon bald unter seinem richtigen Namen zu wrestlen. Ende der 1960er und Anfang der 1970er trat er in einem Tag-Team mit Dusty Rhodes als The Texas Outlaws an. Anschließend wrestlete er als Einzelwrestler für Florida Championship Wrestling (FCW), die National Wrestling Alliance (NWA) und Mid-South Wrestling.
Anfang der 1980er tat er sich in einem Tag-Team mit Junkyard Dog zusammen. Während er in diesem Team den „Redneck“ spielte, sollte Junkyard Dog das Publikum begeistern. Die Fehde ihrem Team und The Fabulous Freebirds wurde zu einem Klassiker im Mittleren Westen. Rassistische Stereotype waren ein gängiges Motiv im Wrestling der 1980er Jahre und boten Zündstoff für die Showkämpfe.
Wie sein Partner Junkyard Dog wechselte auch Dick murdoch zur aufstrebenden World Wrestling Federation (WWF), doch im Gegensatz zu Junkyard Dog, der Mitte der 1980er ein Publikumsliebling wurde, blieb er nur ein Jahr. In dieser Zeit durfte er zusammen mit Adrian Adonis die Tag-Team-Gürtel gewinnen. Nachdem die beiden gegen The US Express (Mike Rotundo und Barry Windham) ihre Titel verloren, ging er zurück zu Mid South Wrestling, schloss sich aber kurz darauf Mid-Atlantic Championship Wrestling an. Als Einzelwrestler trat er gegen Ric Flair um den NWA World Heavyweight Championship an.
1987 fehdete er zusammen mit Ivan Koloff gegen dessen „Neffen“ Nikita Koloff und Dusty Rhodes um den NWA United States Tag Team Championship, den sie schließlich auch gewannen. Jedoch wurde ihnen der Titel aberkannt, als Murdoch einen Brainbuster an Nikita Koloff durchführte und damit dessen Genick verletzte. In Wahrheit wrestlete Murdoch in jener Zeit für World Wrestling Council und kehrte erst nach der Umwandlung von MACW zu World Championship Wrestling (WCW) zurück. Dort begann er mit Dick Slater gegen die Steiner Brothers anzutreten. Danach beendete er seine aktive Wrestlingzeit und kehrte nur noch für besondere Shows zurück.
1995 trat er als Überraschungsgast im Royal Rumble auf. Ein weiteres Match hatte er gegen Wahoo McDaniel bei WCW Slamboree. Danach trat er in Malaysia auf und hatte schließlich am 23. Mai 1996 seinen letzten Auftritt bei Pro Wrestling Fujiwara Gumi, wo er gegen Yoshiaki Fujiwara antrat. Er verstarb überraschend an einem Herzinfarkt am 15. Juni 1996 im Alter von 49 Jahren.
Murdoch trat in insgesamt vier Filmen auf: The Wrestler (1974), Vorhof zum Paradies (1978), Grunt! The Wrestling Movie (1985) und Manhattan Merengue! (1995).

## Privatleben
Murdoch war von 1966 bis 1973 verheiratet. Aus der Ehe ging ein Kind hervor.
Während seiner gesamten Karriere gab es immer wieder Gerüchte, dass es sich bei Dick Murdoch um ein Mitglied des Ku Klux Klan handeln könnte. So behauptete dies Bad News Brown in einem Shoot-Interview und auch Tito Santana gab dies in seiner Biografie Tales from the Ring an. Alex Greenfield, lange Zeit Hauptschreiber von WWE SmackDown erzählte eine Geschichte von Dusty Rhodes, der angab mit Murdoch eine Klan-Party besucht zu haben, wobei Murdoch ihm dieses Detail jedoch vorenthielt. Rocky Johnson gab an, Murdoch habe während eines Kampfes gegen ihn geshootet. Daraufhin habe Johnson ihn k. o. geschlagen.

## Erfolge

### Titel
- All Japan Pro Wrestling
  - NWA United National Championship (1×)[11]
- Central States Wrestling
  - NWA Central States Heavyweight Championship (2×)[12]
  - NWA Central States Tag Team Championship (1×) – mit Bob Brown[13]
  - NWA North American Tag Team Championship (Central States version) (3×) mit Dusty Rhodes (1×) und Bob Sweetan (2×)[14][15]
- Championship Wrestling from Florida
  - NWA Florida Tag Team Championship (2×) – mit Dusty Rhodes (1) und Bobby Duncum (1×)
  - NWA Southern Heavyweight Championship (Florida version) (1×)[16]
- Gulf Coast Championship Wrestling
  - NWA Gulf Coast Tag Team Championship (1×) – mit Don Carson[17]
- Jim Crockett Promotions
  - NWA United States Tag Team Championship (1×) – mit Ivan Koloff[18]
- NWA Big Time Wrestling
  - NWA American Tag Team Championship (1×) – mit Dusty Rhodes[19]
- NWA Detroit
  - NWA World Tag Team Championship (Detroit version) (1×) – mit Dusty Rhodes[20][21]
- NWA Mid-America
  - NWA World Tag Team Championship (Mid-America version) (1×) – mit Don Carson[22]
- NWA Tri-State / Mid-South Wrestling Association
  - Mid-South North American Championship (2×)[23]
  - Mid-South Tag Team Championship (3×) – mit Junkyard Dog[24][25]
  - NWA North American Heavyweight Championship (Tri-State version) (3×)
  - NWA Tri-State Brass Knuckles Championship (1×)[26]
  - NWA United States Tag Team Championship (Tri-State version) (2×) – mit Killer Karl Kox (1×) und Ted DiBiase (1×)[27]
- NWA Western States Sports
  - NWA Brass Knuckles Championship (Amarillo version) (3×)[28]
  - NWA International Heavyweight Championship (Amarillo version) (3×)[29]
  - NWA Western States Heavyweight Championship (1×)[30]
  - NWA Western States Tag Team Championship (3×) – mit Bobby Duncum (1×) und Black Jack Mulligan (2×)[31]
- National Wrestling Federation
  - NWF World Tag Team Championship (1×) – mit Dusty Rhodes
- St. Louis Wrestling Club
  - NWA Missouri Heavyweight Championship (3×)[32]
- World Championship Wrestling (Australien)
  - IWA World Tag Team Championship (2×) – mit Lars Anderson (1×) und Dusty Rhodes (1×)[33]
- World Wrestling Council
  - WWC Universal Heavyweight Championship (1×)[34]
  - WWC World Television Championship (2×)[35]
- World Wrestling Federation
  - WWF Tag Team Championship (1×) – mit Adrian Adonis

### Ehrungen
- Professional Wrestling Hall of Fame
  - Class of 2013[36]
- Pro Wrestling Illustrated
  - PWI Most Inspirational Wrestler of the Year (1974)[37]
  - Platz #96 der Top 500 Einzelwrestler der PWI Years (2003)[38]
  - St. Louis Wrestling Hall of Fame

## Filmografie
- 1995: Manhattan Merengue!
- 1985: Grunt! – Der Wrestling Film (Grunt! The Wrestling Movie)
- 1978: Vorhof zum Paradies (Paradise Alley)
- 1974: The Wrestler